# Sobie i Wam
Sobie i Wam – piosenka będąca singlem przewodnim jubileuszowej 10. trasy koncertowej Męskiego Grania, napisana przez Katarzynę Nosowską (muzyka, słowa) i Marcina Macuka (muzyka). Męskie Granie Orkiestra 2019 to m.in. wokaliści: Nosowska, Tomasz Organek, znany z poprzedniej edycji Krzysztof Zalewski oraz debiutant Igor Walaszek vel Igo. Pojawiają się tu także instrumentaliści: Marcin Macuk, Michał 'Fox' Król, Piotr Pawlak, Michał 'Malina' Maliński oraz Bartek Pająk. Teledysk wyreżyserowany przez Allana Willmanna. W serwisie YouTube wyświetlono już ponad 31 milionów razy.
Nagranie uzyskało certyfikat platynowej płyty.

## Męskie Granie Orkiestra 2019
- śpiew: Katarzyna Nosowska, Tomasz Organek, Krzysztof Zalewski, Igor Walaszek
- programowanie, gitara, bas: Marcin Macuk
- instrumenty klawiszowe: Michał 'Fox' Król
- perkusja: Michał 'Malina' Maliński
- realizacja nagrań i miks: Arkadiusz Kopera (Black Kiss Records)
- mastering : Arkadiusz Kopera (Black Kiss Records)
- produkcja: Marcin Macuk we współpracy z Arkadiuszem Koperą (Black Kiss Records)

## Notowania

### Listy airplay
| Autor                           | Notowanie         | Najwyższa pozycja |
| ------------------------------- | ----------------- | ----------------- |
| Związek Producentów Audio-Video | AirPlay – Top     | 2                 |
| Związek Producentów Audio-Video | AirPlay – Nowości | 3                 |

### Listy przebojów
| Autor                     | Notowanie                           | Najwyższa pozycja |
| ------------------------- | ----------------------------------- | ----------------- |
| Polskie Radio Program III | Lista przebojów Programu Trzeciego  | 1                 |
| Radio Zet                 | Lista przebojów                     | 17                |
| RMF FM                    | Poplista                            | 1                 |
| Radio Szczecin            | Szczecińska lista przebojów         | 1                 |
| Radio Poznań              | Lista przebojów                     | 1                 |
| Polskie Radio Koszalin    | Złota Trzydziestka                  | 1                 |
| Radio Łódź                | Lista przebojów                     | 2                 |
| Radio PiK                 | Lista przebojów Polskiego Radia PiK | 4                 |